# الفرقة الثانية مشاة
الفرقة الثانية مشاة هي تشكيل مشاة ثقيل يتبع الجيش الثاني الميداني في القوات المسلحة المصرية، وتم إنشاءها بعد الحرب العالمية الثانية. في يونيو 1967، ضمت الفرقة الثانية المصرية لواء المشاة 10، لواء المشاة 12 ولواء المدفعية 51. ودافعت عن القطاع المركزي لجبهة سيناء في أبو عجيلة والقسيمة أثناء حرب 1967. وهزمت الفرقة في معركة أبو عجيلة الثانية (1967). قاتلت مرة أخرى في حرب أكتوبر كجزء من الجيش الثاني المصري، وكانت إحدى الفرق المصرية التي شاركت في العبور الناجح لقناة السويس في بداية الحرب (عملية بدر)، عابرة في منطقة الإسماعيلية. أعيد تنظيم الفرقة بعد ذلك كفرقة ميكانيكية ثانية.

## المصدر
- Key to the Sinai, The Battles for Abu-Ageila in the 1956 and 1967 Arab-Israeli Wars: Combat Studies Institute, Research Survey no.7 by G.W. Gawrych.

## وصلات خارجية
- Key to the Sinai, The Battles for Abu-Ageila in the 1956 and 1967 Arab-Israeli Wars
  - Chapter 3: Toward the 1967 War Maps of the battlefield, dispositions and listing of Egyptian units.
  - ملاحظات